# Synagoga v Koryčanech
Synagoga v Koryčanech je bývalý židovský templ, jenž stojí v dnešní Masarykově ulici (dříve Židovská ulice) ve městě Koryčany jako č.p. 688, asi 100 m severovýchodně od náměstí.
Synagoga byla postavena v druhé polovině 18. století na místě starší budovy. Po požáru v roce 1842 prošla přestavbou a roku 1930 byla prodána tělovýchovné organizaci Orel, která ji v roce 1936 upravila na tělocvičnu.
V průběhu války a těsně po ní sloužila jako skladiště. Roku 1949 se stala majetkem města, po přestavbě z 50. let dodnes slouží jako prodejna.
Koryčanská židovská komunita, která se datuje již z doby předbělohorské, přestala existovat podle zákona z roku 1890.